# Mário Miranda Costa
Mário Luís Miranda Costa, nascido em 31 de outubro de 1991, é um ciclista português especialista do ciclocross.

## Palmarés em ciclocross
- 2010-2011
  - Troféu Festival Bike
- 2011-2012
  -  Campeão de Portugal de ciclocross esperanças
- 2012-2013
  - Ciclocross Vila do Conde
- 2013-2014
  - Ciclocross Vila do Conde
  - 2.ª do Campeonato de Portugal de ciclocross
- 2014-2015
  -  Campeão de Portugal de ciclocross
- 2016-2017
  - 2.ª do Campeonato de Portugal de ciclocross
- 2017-2018
  -  Campeão de Portugal de ciclocross
- 2018-2019
  - 2.ª do Campeonato de Portugal de ciclocross
- 2019-2020
  - 3.ª do Campeonato de Portugal de ciclocross

## Palmarés em BTT
- 2012
  - Mountainbike Vila do Conde
- 2013
  -  Campeão de Portugal de cross-country
- 2015
  - 2.ª do campeonato de Portugal de cross-country

## Palmarés em estrada
- 2009
  - 3.ª do Campeonato de Portugal da contrarrelógio juniores